# Shaanxinus
Shaanxinus és un gènere d'aranyes araneomorfes de la subfamília dels erigonins, dins de la família Linyphiidae. Es poden trobar a Vietnam, Taiwan, i Xina:
Fou descrit per primera vegada per A. V. Tanasevitch l'any 2006.

## Llista d'espècies
Segons The World Spider Catalog 20.0:
- Shaanxinus anguilliformis (Xia, Zhang, Gao, Fei & Kim, 2001) – Xina
- Shaanxinus atayal Lin, 2019 – Taiwan
- Shaanxinus curviductus Lin, 2019 – Taiwan
- Shaanxinus hehuanensis Lin, 2019 – Taiwan
- Shaanxinus hirticephalus Lin, 2019 – Taiwan
- Shaanxinus lixiangae Lin, 2019 – Taiwan
- Shaanxinus magniclypeus Lin, 2019 – Taiwan
- Shaanxinus makauyensis Lin, 2019 – Taiwan
- Shaanxinus meifengensis Lin, 2019 – Taiwan
- Shaanxinus mingchihensis Lin, 2019 – Taiwan
- Shaanxinus rufus Tanasevitch, 2006 (Espècie tipus) – Xina
- Shaanxinus seediq Lin, 2019 – Taiwan
- Shaanxinus shihchoensis Lin, 2019 – Taiwan
- Shaanxinus shoukaensis Lin, 2019 – Taiwan
- Shaanxinus tamdaoensis Lin, 2019 – Vietnam
- Shaanxinus tsou Lin, 2019 – Taiwan